# Enebågasjön
Enebågasjön är en sjö i Flens kommun i Södermanland och ingår i Nyköpingsåns huvudavrinningsområde. Sjön har en area på 0,0893 kvadratkilometer och ligger 25,9 meter över havet.

## Delavrinningsområde
Enebågasjön ingår i det delavrinningsområde (655391-155396) som SMHI kallar för Inloppet i Västersjön. Medelhöjden är 37 meter över havet och ytan är 11,49 kvadratkilometer. Räknas de 7 avrinningsområdena uppströms in blir den ackumulerade arean 110,49 kvadratkilometer. Malmaån (Smedstorpsån) som avvattnar avrinningsområdet har biflödesordning 3, vilket innebär att vattnet flödar genom totalt 3 vattendrag innan det når havet efter 74 kilometer. Avrinningsområdet består mestadels av skog (43 procent), öppen mark (14 procent) och jordbruk (31 procent). Avrinningsområdet har 0,9 kvadratkilometer vattenytor vilket ger det en sjöprocent på 2,2 procent. Bebyggelsen i området täcker en yta av 1,38 kvadratkilometer eller 3 procent av avrinningsområdet.